# Sielsowiet Łohiszyn
Sielsowiet Łohiszyn (biał. Лагішынскі сельсавет; ros. Логишинский сельсовет) – sielsowiet na Białorusi, w obwodzie brzeskim, w rejonie pińskim, z siedzibą w Łohiszynie.
Według spisu z 2009 possowiet Łohiszyn i osiedle typu miejskiego Łohiszyn zamieszkiwało 3331 osób (2372 Łohiszyn i 959 possowiet), w tym 2459 Białorusinów (73,82%), 707 Polaków (21,22%), 100 Rosjan (3,00%), 47 Ukraińców (1,41%), 9 osoby innych narodowości i 9 osób, które nie podały żadnej narodowości.

## Historia
25 listopada 2014 połączono possowiet Łohiszyn i osiedle typu miejskiego Łohiszyn w sielsowiet Łohiszyn.

## Miejscowości
- osiedle typu miejskiego:
  - Łohiszyn
- wsie:
  - Iwanisówka
  - Kowniatyn
  - Mokra Dąbrowa
  - Szpanówka
  - Trościanka